# Kubáni-fekete-tengeri Tanácsköztársaság
A Kubáni-fekete-tengeri Tanácsköztársaság (1918. május 30. – július 6.) az Orosz Szovjet Szocialista Szövetségi Köztársaság egyik tagállama volt, székhelye Krasznodar volt.
1918. május 30-án jött létre a Kubáni Tanácsköztársaság és a Fekete-tengeri Tanácsköztársaság összevonásával. Később egyesítették a Sztavropoli és a Tereki Tanácsköztársasággal, megalakítva az Észak-kaukázusi Tanácsköztársaságot. A tagállam vezetője Avran Rubin volt.

## Fordítás
Ez a szócikk részben vagy egészben  a   Kuban-Black Sea Soviet Republic című angol Wikipédia-szócikk ezen változatának fordításán alapul.  Az eredeti cikk szerkesztőit annak laptörténete sorolja fel. Ez a jelzés csupán a megfogalmazás eredetét és a szerzői jogokat jelzi, nem szolgál a cikkben szereplő információk forrásmegjelöléseként.